# پیتا ملارک
پیتا ملارک (به انگلیسی: Peeta Mellark) یکی از شخصیت‌های رمان سه‌گانه عطش مبارزه است. او پسری است که به عنوان خراج از منطقه ۱۲ به همراه پریمرز اوردین (که بعداً کیتنیس اوردین به جای او داوطلب شد) در هفتاد و چهارمین دوره مسابقات عطش مبارزه انتخاب شد. در کتاب دوم او داوطلب می‌شود که در دوره هفتاد و پنجم از این مسابقات شرکت کند.

## دربارهٔ شخصیت
پیتا پسر یک نانوا است. او دو برادر بزرگ‌تر از خود و یک پدر و مادر دارد که همه آنان در بمباران کپیتول جان باختند. پیتا قبل از انتخاب به عنوان خراج، همکلاسی کیتنیس اوردین بود. زمانی که پیتا به عنوان خراج انتخاب شد، کتنیس به یاد آورد که یک بار جان او توسط پیتا با دادن ۲ قرص نان نجات پیدا کرده بود. در آن زمان کیتنیس و خواهر کوچکش گرسنه بودند زیرا پدرش به تازگی در یک انفجار کشته شده بود و مادرش ناتوان بود. پیتا عمداً نان را سوزاند که بتواند آن را دور بیندازد و توسط مادرش تنبیه شد. سپس او جان کیتنیس را نجات داد و به او امید داد که می‌تواند غذای خانواده‌اش را تأمین کند. کیتنیس تا آخر مسابقه با پیتا صحبت نکرد چون حتی زمانی که آن‌ها به مدرسه‌های یکی می‌رفتند کیتنیس خودش را نگه می‌داشت.
پیتا پسر وفاداری است که به اصول خود پایبند است و معمولاً برای نجات عزیزانش حاضر است خودش را به خطر بیندازد. او همچنین در ارتباط با دیگران ارتباط خوبی دارد و شخص محبوب و دوست داشتنی محسوب می‌شود.او بسیار مهربان است و همه او را دوست دارند تا جایی که هیمیج به کتنیس می‌کوید تو لیاقت این پسر را نداری

## مهارت‌ها
پیتا زور زیادی دارد و می‌تواند اشیا سنگین را به راحتی بلند و جابه‌جا کند. او می‌تواند به خوبی نقاشی کند، که این مهارتش به کار تزئین کیک‌ها در کیک پزی خانوادگیشان بر می‌گردد و به همین دلیل می‌تواند به‌طور ماهرانه‌ای خود را استتار کند که از این ویژگی در مسابقات هم استفاده می‌کند.
او یک بار بعد از مسابقه صحنه‌های مسابقه را نقاشی کرد.

## توصیف شخصیت

### ظاهر
پیتا دارای چشم‌هایی با رنگ آبی روشن و موهای بلوند است. او باید قسمت پایین پایش را قطع می‌کرد زیرا در طول بازی‌های عطش شدیداً مجروح شده بود. کیتنیس برای او مرهم زخم آورده بود ولی چون سر کیتنیس زخمی بود، پیتا ترجیح داد که مرهم را به سر او بمالد. بعد از مسابقه او به سرعت تحت درمان قرار گرفت

### خانواده
پیتا پسر یک نانوا است. او به همراه پدر و مادرش و دو برادر بزرگ‌تر نانوایش زندگی می‌کرد. به نظر می‌رسد او به پدرش بیشتر از مادرش نزدیک است چون مادرش مرتب او و برادرنش را کتک می‌زد. رابطهٔ او با برادرهایش ناشناخته است، اما زمانی که او انتخاب شد برادرانش به جای او داوطلب نشدندو خانواده‌اش در بمباران منطقه ۱۲ کشته شدند.